# Rivière Shidgel
La rivière Shidgel est un affluent de la rivière Daaquam, coulant dans la région administrative de Chaudière-Appalaches, au Sud du Québec, au Canada. Le cours de la rivière traverse les municipalités régionales de comtés de :
- Les Etchemins : municipalité de Saint-Magloire ;
- Montmagny : municipalités de Saint-Fabien-de-Panet et Saint-Just-de-Bretenières.

La rivière Shidgel coule surtout en zones forestières et parfois agricoles. Sur la fin de son cours, elle passe à l’Ouest du hameau Beauchamp et du village de Saint-Just-de-Bretenières.
Le bassin versant de la rivière Shidgel est accessible par la route 204, le rang Saint-Isidore et le rang Sainte-Marie.

## Géographie
La rivière Shidgel prend sa source d’un ruisseau de montagne dans les monts Notre-Dame, sur le versant Nord-Ouest d’une montagne (altitude du sommet : 572 m) chevauchant les limites de Saint-Magloire et de Saint-Fabien-de-Panet. Plus précisément, cette source est située à :
- 0,5 km au Sud-Ouest de la limite de la municipalité de Saint-Fabien-de-Panet ;
- 6,8 km au Sud-Ouest du centre du village de Saint-Fabien-de-Panet ;
- 6,8 km au Nord-Est du centre du village de Saint-Magloire ;
- 5,2 km au Sud du sommet du bonnet à Amédée (altitude : 712 m) lequel est situé dans la partie Est de Saint-Fabien-de-Panet.

À partir de sa source, la « rivière Shidgel » coule sur 15,0 km selon les segments suivants :
- 0,6 km vers le Nord dans la partie Nord-Est de Saint-Magloire, jusqu'à la limite de Saint-Fabien-de-Panet ;
- 1,5 km vers le Nord-Est, jusqu'au ruisseau du Moulin (venant du Nord-Ouest) ;
- 1,1 km vers le Nord-Est, jusqu'au rang Sainte-Marie ;
- 1,5 km vers le Sud en traversant le lac à Lauréat, jusqu'à un ruisseau (venant de l’Ouest) ;
- 0,6 km vers le Sud-Est, jusqu'à la décharge du lac Bourassa (venant du Nord-Est) ;
- 1,7 km vers le Sud-Est, jusqu'à la limite de la municipalité de Saint-Just-de-Bretenières ;
- 2,2 km vers le Sud-Est, jusqu'au rang Saint-Isidore ;
- 4,2 km vers le Sud-Est, jusqu’à la route 204 ;
- 1,0 km vers le Sud-Est, jusqu'au pont de la voie ferrée du Canadien Pacifique ;
- 0,6 km vers le Sud-Est, jusqu'à la confluence de la rivière[2].

La rivière Shidgel se déverse dans un coude de rivière sur la rive Nord de la rivière Daaquam. Cette confluence est située à :
- 1,6 km au Sud du centre du village de Saint-Just-de-Bretenières ;
- 4,2 km au Nord-Ouest de la frontière canado-américaine.
- 4,2 km au Nord-Est de la limite de la MRC de Bellechasse.

À partir de la confluence de la rivière Shidgel, la rivière Daaquam coule vers le Nord-Est jusqu'à la rivière Saint-Jean Nord-Ouest laquelle coule à son tour vers l'Est jusqu'au fleuve Saint-Jean. Ce dernier coule vers l'Est et le Nord-Est en traversant le Maine, puis vers l'Est et le Sud-Est en traversant le Nouveau-Brunswick.

## Toponymie
Le toponyme rivière Shidgel a été officialisé le 5 décembre 1968 à la Commission de toponymie du Québec. Le nom rappelle le patronyme d'un commerçant de bois, il aurait exploité la forêt dans les environs de la rivière au XIXe siècle. Il est possible qu'une erreur de transcription est transformé la graphie Sydgell en Shidgel. 

## Liste des ponts
| Traverses  | Photo | Municipalité(s)           | Année de construction | Route                        | Longueur | Type de pont                              |
| ---------- | ----- | ------------------------- | --------------------- | ---------------------------- | -------- | ----------------------------------------- |
| Pont 05096 |       | Saint-Fabien-de-Panet     | 1931                  | Rang Sainte-Marie            | 11,2 m   | Pont à poutres en acier enrobées de béton |
| Pont 05098 |       | Saint-Fabien-de-Panet     | 1952                  | Rang Saint-Isidore           | 9,7 m    | Pont acier-bois                           |
| Pont 05115 |       | Saint-Just-de-Bretenières | 1954                  | Rang Saint-Isidore           | 14,5 m   | Pont acier-bois                           |
| Pont 10867 |       | Saint-Just-de-Bretenières | 2003                  | Route 204                    | 22,9 m   | Pont à portique en béton armé             |
| Pont 18953 |       | Saint-Just-de-Bretenières |                       | Chemin de fer Québec Central |          | Pont à poutres en acier                   |